# Setulocarya diffusa
Setulocarya diffusa är en strävbladig växtart som först beskrevs av August Brand, och fick sitt nu gällande namn av Robert Reid Mill och D.G. Long. Setulocarya diffusa ingår i släktet Setulocarya och familjen strävbladiga växter. Inga underarter finns listade i Catalogue of Life.